# Aminoplast
Aminoplast är en sammanfattande benämning för plaster som baseras på både karbamidformaldehyd och melaminformaldehyd. Dessa plaster är fasta material med goda mekaniska egenskaper och god kemikaliebeständighet.
Aminoplaster framställs i allmänhet genom en kondensationsreaktion mellan formaldehyd och föreningar med två eller fler aminogrupper enligt:
n H2N—R—NH2 + n O=CH2    —>    [—HN—R—NH—CH2—]n + n-1 H2O